# دوري اسطنبول لكرة القدم 1924–25
دوري اسطنبول لكرة القدم 1924–25 (بالتركية: 1924-25 İstanbul Futbol Ligi)‏ هو موسم من دوري اسطنبول لكرة القدم ‏. فاز فيه غلطة سراي.